# Pitt Meadows
Pitt Meadows är en ort i Kanada.   Den ligger i provinsen British Columbia, i den södra delen av landet, 3 500 km väster om huvudstaden Ottawa. Pitt Meadows ligger 13 meter över havet och antalet invånare är 17 410. Den ligger vid sjöarna  Cook Slough och Tulley Slough.
Terrängen runt Pitt Meadows är platt.Runt Pitt Meadows är det tätbefolkat, med 297 invånare per kvadratkilometer.. Närmaste större samhälle är Surrey, 16,1 km sydväst om Pitt Meadows.
Runt Pitt Meadows är det i huvudsak tätbebyggt.